# Serverette
Serverette község Franciaország déli részén, Lozère megyében. 2010-ben 284 lakosa volt.

## Fekvése
Serverette a Margeride-hegység nyugati előterében, 975 méteres  (a községterület 959-1106 méteres) tengerszint feletti magasságban fekszik, a Truyère jobb partján,  Saint-Alban-sur-Limagnole-tól 10 km-re délre. Serverette-nél ömlik a Truyère-be a Mézère-patak. A község területének 13%-át (229 hektár) erdő borítja.
Nyugatról Javols, északról Fontans, keletről Les Laubies, délről pedig Ribennes és Saint-Gal községek határolják. A falun áthalad a Saint-Chély-d’Apchert (19 km) Mende-dal (30 km) összekötő N106-os főút.

## Története
Le Baou de l'Estivalnál őskori települést tártak fel az ásatások. A község a történelmi Gévaudan Apcher-i báróságához tartozott. Az egyházközséget 1109-ben említik először, a püspöki kastélyt 1202-ben. A középkorban a falut erődvonal vette körül. A 16. századi vallásháborúk alatt a Saint-Jean-templomot a hugenották felgyújtották, de később újjáépítették. A fontos kereskedelmi út mellett fekvő község 1790 után sokáig kantonközpont volt.

### Demográfia
| Év   | Lakosság |
| ---- | -------- |
| 1793 | 897      |
| 1851 | 857      |
| 1876 | 909      |
| 1901 | 785      |
| 1936 | 594      |

| Év   | Lakosság |
| ---- | -------- |
| 1946 | 573      |
| 1954 | 479      |
| 1962 | 429      |
| 1968 | 439      |

| Év   | Lakosság |
| ---- | -------- |
| 1975 | 401      |
| 1982 | 351      |
| 1990 | 324      |
| 1999 | 290      |
| 2010 | 284      |

## Nevezetességei
- A Saint-Vincent plébániatemplom egy 13. századi kápolna helyén épült a 19. században.
- A temetőben álló Saint-Jean templom a 12. században épült román stílusban. A forradalomig ez volt a falu plébániatemploma, harangtornyát 1794-ben ledöntötték.
- A Notre-Dame-kápolna a 15. században épült.
- Több gránitkereszt áll a községben, a legrégebbi 17. századi (Croix du Barry). A faluközpontban álló keresztet 1823-ban állították.
- Kastélya egykor a mende-i püspökök birtoka volt. A sokáig romokban álló 12. századi eredetű kastélyt a 19. században teljesen újjáépítették.
- Kőbe vájt gall-római sírhelyek (Préviala, Taladisse, Cagnot).
- A faluban számos 17-19. századi lakóház maradt fenn, köztük két egykori malom.
- Az első világháború áldozatainak emlékművét 1923-ban állították.
- Jellegzetes gránitsziklaformák (Rochers du Vanel, Rocher de Saint-Jean)

## Lásd még
- Lozère megye községei

## Külső hivatkozások
- Serverette honlapja
- Nevezetességek (franciául)
- Nevezetességek (franciául)
- Lozère - Margeride - Aubrac (Numéro special du bulletin Haute-Lozère) 1972, 13. pp.